# Mortugaba
Mortugaba este un oraș în statul Bahia (BA) din Brazilia.